# Lista de prêmios e indicações recebidos por Radiohead
Esta é a lista de prêmios e indicações recebidos por Radiohead, uma banda britânica de rock alternativo formada no ano de 1985 em Abingdon, Oxford, por Thom Yorke, os irmãos Jonny Greenwood e Colin Greenwood, Ed O'Brien e Philip Selway. Desde sua formação, a banda recebeu 22 prêmios e 79 indicações, incluindo três Grammy Awards na categoria Melhor Album de Música Alternativa, por OK Computer em 1998, Kid A em 2001 e In Rainbows em 2009. Além disso, receberam 16 indicações ao Brit Awards e são os artistas mais indicados na história do Mercury Prize, com cinco indicações. No MTV Video Music Awards, Radiohead recebeu o prêmio de Melhor Direção de Arte por "There There" em 2003. Eles receberam o Q Awards de Melhor Banda do Mundo na Atualidade em 2001, 2002 e 2003. Em 2019, a banda foi introduzida no Rock and Roll Hall of Fame.

## Brit Awards
Os Brit Awards são os prêmios anuais de música popular da British Phonographic Industry. O Radiohead não conseguiu vencer nenhuma das 17 vezes em que foi indicado.
| Ano  | Categoria                 | Nomeação           | Resultado | Ref.  |
| ---- | ------------------------- | ------------------ | --------- | ----- |
| 1994 | Single Britânico do Ano   | "Creep"            | Indicado  |       |
| 1996 | Vídeo Britânico do Ano    | "Just"             | Indicado  |       |
| 1996 | Álbum Britânico do Ano    | The Bends          | Indicado  |       |
| 1996 | Grupo Britânico           | Radiohead          | Indicado  |       |
| 1998 | Grupo Britânico           | Radiohead          | Indicado  | [ 3 ] |
| 1998 | Produtor Britânico do Ano | Radiohead          | Indicado  | [ 3 ] |
| 1998 | Álbum Britânico do Ano    | OK Computer        | Indicado  | [ 3 ] |
| 1998 | Single Britânico do Ano   | "Paranoid Android" | Indicado  | [ 3 ] |
| 1999 | Vídeo Britânico do Ano    | "No Surprises"     | Indicado  |       |
| 2001 | Grupo Britânico           | Radiohead          | Indicado  | [ 4 ] |
| 2001 | Álbum Britânico do Ano    | Kid A              | Indicado  | [ 4 ] |
| 2002 | Álbum Britânico do Ano    | Kid A              | Indicado  | [ 5 ] |
| 2002 | Grupo Britânico           | Radiohead          | Indicado  | [ 5 ] |
| 2004 | Grupo Britânico           | Radiohead          | Indicado  | [ 6 ] |
| 2009 | Grupo Britânico           | Radiohead          | Indicado  | [ 7 ] |
| 2009 | Álbum Britânico do Ano    | In Rainbows        | Indicado  | [ 7 ] |
| 2017 | Grupo Britânico           | Radiohead          | Indicado  | [ 8 ] |

## Grammy Awards
O Grammy Award é um prêmio concedido por membros da The Recording Academy em reconhecimento à excelência na indústria fonográfica.
| Ano  | Categoria                                                | Nomeação                   | Resultado | Ref.   |
| ---- | -------------------------------------------------------- | -------------------------- | --------- | ------ |
| 1998 | Álbum do Ano                                             | OK Computer                | Indicado  | [ 11 ] |
| 1998 | Melhor Álbum de Música Alternativa                       | OK Computer                | Venceu    | [ 11 ] |
| 1999 | Melhor Álbum de Música Alternativa                       | Airbag / How Am I Driving? | Indicado  | [ 11 ] |
| 2000 | Melhor Filme Musical                                     | Meeting People Is Easy     | Indicado  | [ 11 ] |
| 2001 | Álbum do Ano                                             | Kid A                      | Indicado  | [ 11 ] |
| 2001 | Melhor Álbum de Música Alternativa                       | Kid A                      | Venceu    | [ 11 ] |
| 2002 | Melhor Álbum de Música Alternativa                       | Amnesiac                   | Indicado  | [ 11 ] |
| 2004 | Melhor Álbum de Música Alternativa                       | Hail to the Thief          | Indicado  | [ 11 ] |
| 2004 | Melhor Performance de Rock por um Duo ou Grupo com Vocal | "There There"              | Indicado  | [ 11 ] |
| 2009 | Melhor Performance de Rock por um Duo ou Grupo com Vocal | "House of Cards"           | Indicado  | [ 11 ] |
| 2009 | Melhor Canção de Rock                                    | "House of Cards"           | Indicado  | [ 11 ] |
| 2009 | Melhor Vídeo Musical                                     | "House of Cards"           | Indicado  | [ 11 ] |
| 2009 | Álbum do Ano                                             | In Rainbows                | Indicado  | [ 11 ] |
| 2009 | Melhor Álbum de Música Alternativa                       | In Rainbows                | Venceu    | [ 11 ] |
| 2012 | Melhor Álbum de Música Alternativa                       | The King of Limbs          | Indicado  | [ 11 ] |
| 2012 | Melhor Desempenho de Rock                                | "Lotus Flower"             | Indicado  | [ 11 ] |
| 2012 | Melhor Vídeo Musical                                     | "Lotus Flower"             | Indicado  | [ 11 ] |
| 2012 | Melhor Canção de Rock                                    | "Lotus Flower"             | Indicado  | [ 11 ] |
| 2017 | Melhor Canção de Rock                                    | "Burn The Witch"           | Indicado  | [ 11 ] |
| 2017 | Melhor Álbum de Música Alternativa                       | A Moon Shaped Pool         | Indicado  | [ 11 ] |
| 2001 | Melhor Engenharia de Álbum, Não Clássico                 | Kid A                      | Indicado  | [ 11 ] |
| 2002 | Melhor Embalagem de Gravação                             | Amnesiac                   | Venceu    | [ 11 ] |
| 2004 | Melhor Engenharia de Álbum, Não Clássico                 | Hail to the Thief          | Venceu    | [ 11 ] |
| 2009 | Melhor Embalagem de Box ou Edição Especial Limitada      | In Rainbows                | Venceu    | [ 11 ] |
| 2012 | Melhor Embalagem de Box ou Edição Especial Limitada      | The King of Limbs          | Indicado  | [ 11 ] |

- Além do trabalho com o Radiohead, membros da banda também receberam indicações ao Grammy por seus trabalhos solo. Thom Yorke foi indicado duas vezes para Melhor Álbum de Música Alternativa, por The Eraser em 2007 e Anima em 2020, pelo último também recebeu indicações para Melhor Embalagem de Box ou Edição Especial Limitada e Melhor Filme Musical. Jonny Greenwood foi indicado para Melhor Trilha Sonora em Mídia Visual em 2009 pela trilha sonora do filme There Will Be Blood, de Paul Thomas Anderson.
- Observação: A tabela não inclui indicações para trabalhos de outros artistas associados ao Radiohead.
  - Nigel Godrich recebeu cinco indicações ao Grammy de Produtor do Ano, Não-Clássico, por seu trabalho com o Radiohead (2001, 2002, 2004, 2006 e 2009).
  - Dois álbuns foram indicados para Melhor Álbum de Engenharia, Não-Clássico: Kid A em 2001 e Hail to the Thief em 2004, sendo vitoriosos com o segundo. Nigel Godrich recebeu a indicação como engenheiro de Kid A, enquanto em Hail to the Thief ele dividiu o prêmio com Darrell Thorp.
  - Em 2002, a edição especial limitada de Amnesiac foi indicada para Melhor Embalagem de Box ou Edição Especial Limitada, prêmio recebido pelos diretores de arte do álbum, Stanley Donwood e Yorke.
  - Dois álbuns foram indicados para Melhor Embalagem de Box ou Edição Especial Limitada: In Rainbows em 2009, que venceu o prêmio, e The King of Limbs em 2012. Por In Rainbows, os diretores de arte Stanley Donwood, Mel Maxwell e Xiaan Munro receberam o prêmio, enquanto por The King of Limbs, Donwood e Yorke foram indicados.

## Ibiza Music Video Festival
O Ibiza Music Video Festival é uma competição online de videoclipes musicais. Rupert Bryan e Elizabeth Fear fundaram o evento em 2013.
| Ano  | Categoria       | Nomeação         | Resultado | Ref. |
| ---- | --------------- | ---------------- | --------- | ---- |
| 2016 | Melhor Animação | "Burn The Witch" | Venceu    |      |

## Mercury Prize
O Mercury Prize é um prêmio anual de música concedido ao melhor álbum do Reino Unido e da Irlanda. O Radiohead é a banda com o maior número de indicações na história do prêmio, tendo sido indicado cinco vezes.
| Ano  | Categoria           | Nomeação           | Resultado | Ref.   |
| ---- | ------------------- | ------------------ | --------- | ------ |
| 1997 | Mercury Music Prize | OK Computer        | Indicado  |        |
| 2001 | Mercury Music Prize | Amnesiac           | Indicado  |        |
| 2003 | Mercury Music Prize | Hail to the Thief  | Indicado  |        |
| 2008 | Mercury Music Prize | In Rainbows        | Indicado  |        |
| 2016 | Mercury Music Prize | A Moon Shaped Pool | Indicado  | [ 12 ] |

## MTV Awards

### MTV Video Music Awards
O MTV Video Music Awards é uma premiação musical apresentada pelo canal MTV para enaltecer os melhores videoclipes do ano. O Radiohead recebeu um prêmio dentre 12 indicações. 
| Ano  | Categoria                                         | Nomeação           | Resultado | Ref.   |
| ---- | ------------------------------------------------- | ------------------ | --------- | ------ |
| 1996 | Vídeo Inovador                                    | "Just"             | Indicado  |        |
| 1997 | Vídeo Inovador                                    | "Paranoid Android" | Indicado  |        |
| 1997 | Escolha da Audiência Internacional (Europa)       | "Paranoid Android" | Indicado  |        |
| 1998 | Melhor Vídeo de Grupo                             | "Karma Police"     | Indicado  |        |
| 1998 | Melhor Vídeo Alternativo                          | "Karma Police"     | Indicado  |        |
| 1998 | Melhor Direção                                    | "Karma Police"     | Indicado  |        |
| 1998 | Melhor Cinematografia                             | "Karma Police"     | Indicado  |        |
| 2003 | Melhores Efeitos Visuais                          | "There There"      | Indicado  | [ 13 ] |
| 2003 | Melhor Direção de Arte                            | "There There"      | Venceu    | [ 13 ] |
| 2003 | Melhor Edição                                     | "There There"      | Indicado  | [ 13 ] |
| 2003 | Melhor Cinematografia                             | "There There"      | Indicado  | [ 13 ] |
| 2009 | Melhor Vídeo (Que Deveria ter Ganhado um Moonman) | "Karma Police"     | Indicado  |        |

### MTV Europe Music Awards
O MTV Europe Music Awards é uma premiação de música organizada pela Viacom International Media Networks Europe para celebrar os artistas, músicas e videoclipes mais populares na Europa. O Radiohead foi indicado 6 vezes.
| Ano  | Categoria                  | Nomeação           | Resultado | Ref.   |
| ---- | -------------------------- | ------------------ | --------- | ------ |
| 1997 | Melhor Vídeo               | "Paranoid Android" | Indicado  | [ 14 ] |
| 1997 | Melhor Grupo               | Radiohead          | Indicado  | [ 14 ] |
| 1997 | Melhor Artista Alternativo | Radiohead          | Indicado  | [ 14 ] |
| 1997 | Melhor Artista ao Vivo     | Radiohead          | Indicado  | [ 14 ] |
| 2003 | Melhor Grupo               | Radiohead          | Indicado  |        |
| 2016 | Melhor Artista Alternativo | Radiohead          | Indicado  | [ 15 ] |

### MTV Asia Awards
O MTV Asia Awards foi uma entrega anual de prêmios musicais criada pela MTV Sudeste da Ásia, sendo a versão asiática do MTV Video Music Awards. O Radiohead recebeu um prêmio dentre 3 indicações.
| Ano  | Categoria                | Nomeação      | Resultado | Ref. |
| ---- | ------------------------ | ------------- | --------- | ---- |
| 2004 | Vídeo Favorito           | "There There" | Indicado  |      |
| 2004 | Artista de Rock Favorito | Radiohead     | Indicado  |      |
| 2008 | Prêmio de Inovação       | Radiohead     | Venceu    |      |

## MVPA Awards
O MVPA Awards foi uma premiação realizada pela Music Video Production Association para homenagear os melhores videoclipes em uma variedade de aspectos, incluindo empresas de produção de videoclipes, produtores, cinematógrafos, coreógrafos, e outros. O Radiohead conquistou um prêmio.
| Ano  | Categoria                | Nomeação     | Resultado | Ref.   |
| ---- | ------------------------ | ------------ | --------- | ------ |
| 2002 | Melhor Vídeo Alternativo | "Knives Out" | Venceu    | [ 16 ] |

## NME Awards
O NME Awards é uma premiação anual de música popular realizada no Reino Unido. O Radiohead conquistou nove prêmios.
| Ano  | Categoria                            | Nomeação                      | Resultado | Ref.   |
| ---- | ------------------------------------ | ----------------------------- | --------- | ------ |
| 1994 | Melhor Single                        | "Creep"                       | Venceu    |        |
| 1998 | Melhor Álbum                         | OK Computer                   | Venceu    | [ 17 ] |
| 2001 | Melhor Banda                         | Radiohead                     | Venceu    |        |
| 2002 | Melhor Álbum                         | "Pyramid Song"                | Venceu    |        |
| 2004 | Melhor Álbum                         | Hail to the Thief             | Venceu    |        |
| 2004 | Melhor Capa de Álbum                 | Hail to the Thief             | Venceu    |        |
| 2004 | Melhor Vídeo                         | "There There"                 | Venceu    |        |
| 2008 | Prêmio John Peel de Inovação Musical | Radiohead                     | Venceu    |        |
| 2010 | Melhor Blog de Banda                 | www.radiohead.com             | Venceu    | [ 18 ] |
| 2017 | Melhor Reedição                      | OK Computer OKNOTOK 1997 2017 | Venceu    |        |
| 2022 | Melhor Reedição                      | Kid A Mnesia                  | Indicado  | [ 19 ] |

## PLUG Independent Music Awards
O PLUG Independent Music Awards é uma premiação concedida em apoio à música independente. O Radiohead recebeu um prêmio dentre duas indicações.
| Ano  | Categoria      | Nomeação    | Resultado | Ref. |
| ---- | -------------- | ----------- | --------- | ---- |
| 2008 | Álbum do Ano   | In Rainbows | Indicado  |      |
| 2008 | Artista do Ano | Radiohead   | Venceu    |      |

## Q Awards
O Q Awards foi um prêmio musical anual do Reino Unido, organizado pela revista Q. O Radiohead recebeu quatro prêmios, dentre onze indicações.
| Ano  | Categoria                        | Nomeação          | Resultado | Ref. |
| ---- | -------------------------------- | ----------------- | --------- | ---- |
| 1997 | Melhor Álbum                     | OK Computer       | Venceu    |      |
| 1997 | Melhor Performance Ao Vivo       | Radiohead         | Indicado  |      |
| 1998 | Melhor Banda da Atualidade       | Radiohead         | Indicado  |      |
| 1999 | Melhor Banda da Atualidade       | Radiohead         | Indicado  |      |
| 2000 | Melhor Banda da Atualidade       | Radiohead         | Indicado  |      |
| 2001 | Melhor Banda da Atualidade       | Radiohead         | Venceu    |      |
| 2001 | Melhor Álbum                     | Amnesiac          | Indicado  |      |
| 2002 | Melhor Banda da Atualidade       | Radiohead         | Venceu    |      |
| 2003 | Melhor Banda da Atualidade       | Radiohead         | Venceu    |      |
| 2003 | Melhor Álbum                     | Hail to the Thief | Indicado  |      |
| 2004 | Melhor Banda da Atualidade       | Radiohead         | Indicado  |      |
| 2011 | Melhor Banda dos Últimos 25 Anos | Radiohead         | Indicado  |      |
| 2012 | Melhor Performance Ao Vivo       | Radiohead         | Indicado  |      |
| 2017 | Melhor Performance Ao Vivo       | Radiohead         | Indicado  |      |

## Rock and Roll Hall of Fame
O Rock and Roll Hall of Fame, localizado em Cleveland, Ohio, Estados Unidos, é um museu e hall da fama dedicado a documentar a história do rock. O Radiohead foi introduzido no hall em 2019.
| Ano  | Categoria | Nomeação    | Resultado | Ref.   |
| ---- | --------- | ----------- | --------- | ------ |
| 2019 | Radiohead | Introduzido | Venceu    | [ 22 ] |